# ADM2
ADM2 (англ. Adrenomedullin 2) – білок, який кодується однойменним геном, розташованим у людей на короткому плечі 22-ї хромосоми. Довжина поліпептидного ланцюга білка становить 148 амінокислот, а молекулярна маса — 15 865.
| 10         |  | 20         |  | 30         |  | 40         |  | 50         |
| ---------- |  | ---------- |  | ---------- |  | ---------- |  | ---------- |
| MARIPTAALG |  | CISLLCLQLP |  | GSLSRSLGGD |  | PRPVKPREPP |  | ARSPSSSLQP |
| RHPAPRPVVW |  | KLHRALQAQR |  | GAGLAPVMGQ |  | PLRDGGRQHS |  | GPRRHSGPRR |
| TQAQLLRVGC |  | VLGTCQVQNL |  | SHRLWQLMGP |  | AGRQDSAPVD |  | PSSPHSYG   |

A: Аланін

C: Цистеїн

D: Аспарагінова кислота

E: Глутамінова кислота

G: Гліцин

H: Гістидин

I: Ізолейцин

K: Лізин

L: Лейцин

M: Метіонін

N: Аспарагін

P: Пролін

Q: Глутамін

R: Аргінін

S: Серин

T: Треонін

V: Валін

W: Триптофан

Кодований геном білок за функцією належить до гормонів. 
Секретований назовні.